# Bárbara Bonola
Bárbara Leticia Bonola Jiménez (* 1987 in Xalapa, Veracruz) ist eine ehemalige mexikanische Triathletin.

## Werdegang
Im Ranking des Mexikanischen Triathlon-Verbandes für das Jahr 2009 war Bonola an der fünften Stelle in der Elite-U23-Kategorie und an Stelle neun in der allgemeinen Elite-Kategorie gereiht, sie nahm allerdings nur an einem von elf nationalen, für das Ranking gewerteten, Rennen (Monterrey) teil. Im Jahr 2010 fiel Bonola auf Platz 13 in der Elite-U23-Reihung zurück.
In Mexiko vertritt Barbara Bonola den Club Veratrix, dem auch ihr Trainer Eugenio Chimal Domínguez angehört, sowie den Anfang 2009 von ihrem Vater, dem mexikanischen Triathleten Vladimir Bonola Pérez, gegründeten Club Triatlón Sports Xalapa. Bei der mexikanischen Olimpiada Nacional rangiert sie seit Jahren unter den Top Ten, im Jahr 2009 war sie Nummer neun in ihrer Altersklasse (20–23), 2010 war sie Nummer acht.
Seit 2007 nimmt Barbara Bonola an ITU-Wettkämpfen teil, seit 2008 erzielt sie sowohl in der U23- als auch in der Elite-Klasse regelmäßig Top-Ten-Plätze bei Pan-America-Cups und -Meisterschaften. Auch bei ITU-Weltmeisterschaften ging sie seit 2007 als Mitglied der mexikanischen Mannschaft an den Start: in Hamburg (2007) wurde sie 13., in Vancouver (2008) und an der Gold Coast (2009) jeweils 10., allerdings nicht in der U23-Kategorie, sondern in der Age Group 20-24. An der Gold Coast traten im Jahr 2009 weder in der U23 noch der Elite-Klasse Mexikanerinnen an, Bonola war hinter Michelle Flipo (7.) zweitbeste ihrer Mannschaft.
Barbara Bonola studierte an der Escuela de Administración de Empresas Turísticas der Universität Xalapa.
Seit 2009 tritt sie nicht mehr international in Erscheinung.

## Sportliche Erfolge
ITU-Wettkämpfe

Die folgende Aufstellung beruht auf den offiziellen ITU-Ranglisten und der Athlete’s Profile Page.
Wo nicht eigens angegeben, handelt es sich im Folgenden um Triathlon-Bewerbe (olympische Distanz) und die Elite-Kategorie.
| Datum         | Wettbewerb                                                             | Ort             | Rang |
| ------------- | ---------------------------------------------------------------------- | --------------- | ---- |
| 2. Sep. 2007  | BG-Weltmeisterschaft (Age Group 20–24)                                 | Hamburg         | 13.  |
| 8. März 2008  | Pan-Amerika-Cup                                                        | Valle de Bravo  | 11.  |
| 6. Apr. 2008  | Pan-Amerika-Cup                                                        | Lima            | 9.   |
| 19. Apr. 2008 | PATCO-Pan-Amerika-Cup (U23)                                            | Mazatlan        | 8.   |
| 19. Apr. 2008 | PATCO-Pan-Amerika-Meisterschaft                                        | Mazatlan        | 23.  |
| 18. Mai 2008  | Pan-Amerika-Cup = Zentralamerika- und Karibik-Meisterschaft            | Ixtapa          | 9.   |
| 7. Juni 2008  | BG-Weltmeisterschaft (Age Group 20–24)                                 | Vancouver       | 10.  |
| 26. Okt. 2008 | BG-Weltcup                                                             | Huatulco        | DNF  |
| 28. Juni 2009 | Pan-Amerika-Cup                                                        | Puerto Vallarta | 4.   |
| 12. Sep. 2009 | Dextro Energy World Championship Series, Grand Final (Age Group 20–24) | Gold Coast      | 10.  |

DNF = Did Not Finish